# Guerre d'indépendance cubaine
 (décembre 2022).
Si vous disposez d'ouvrages ou d'articles de référence ou si vous connaissez des sites web de qualité traitant du thème abordé ici, merci de compléter l'article en donnant les références utiles à sa vérifiabilité et en les liant à la section « Notes et références ».
Notes
Initie la Guerre hispano-américaine
Manœuvre de relocalisation (reconcentración en espagnol) des populations cubaines des zones rurales menée par le général Weyler qui inspirera les Britanniques lors de la création de camps de concentration pendant la seconde guerre des Boers (1899-1902).
Batailles
Bataille de Dos Rios - Bataille de Mal Tiempo - Bataille de Coliseo
La guerre d'indépendance cubaine, ou guerre de 95 pour les Cubains, dura de 1895 à 1898. Elle opposa l'armée libératrice cubaine, secondée dans un deuxième temps par l'armée des États-Unis, aux forces du royaume d'Espagne — notamment les troupes de l'Empire colonial espagnol restées fidèles au roi Alphonse XIII, les Realistas (royalistes) cubains. Le conflit aboutit à l'indépendance de l'île vis-à-vis de l'Espagne, mais le pays passe ensuite rapidement sous la domination des États-Unis. Cette guerre fait suite à la première tentative d’indépendance cubaine, dite guerre des Dix Ans, et est l'ultime soulèvement cubain contre le royaume d'Espagne.
Le conflit débute avec le « soulèvement de Baire » en 1895, et se termine avec la reddition des troupes royalistes devant l'avance de la marine américaine en 1898. Ces mouvements entraîneront immédiatement le déclenchement de la guerre hispano-américaine.
Le conflit est aussi marqué par la mise en place de camps de concentration par les troupes espagnoles, essayant de répliquer face à la guérilla impitoyable menée par les indépendantistes cubains. 

## Contexte

### Un Empire colonial espagnol déclinant
Le XIXe siècle a représenté pour l'Espagne la perte de la quasi-totalité de ses colonies américaines. En cette fin de siècle, il ne lui reste plus aux Amériques et en Océanie que Guam, Cuba, Porto Rico et les Philippines. Ces territoires se trouvent alors dans la ligne de mire de l'expansionnisme colonial des États-Unis en cette fin de XIXe siècle.
À Cuba, les idées indépendantistes sont latentes dans la population et dans la classe politique depuis la fin de la guerre de Restauration de la République dominicaine, qui chassa de l'île en 1865 les troupes royalistes espagnoles.

### La situation politico-économique à Cuba
Les tarifs douaniers américains augmentent en 1861 dans le cadre d'une politique protectionniste et font alors disparaître la position favorisée du sucre cubain (qui constitue près de 80 % des ressources de l'île) sur le marché américain. Les Espagnols sont mécontents et le peuple cubain, agité. Après une longue série d’abus de la part du gouvernement espagnol et la crise économique de 1866-1867, le peuple veut avoir accès à plus de droits politiques. Un mouvement révolutionnaire cubain prend forme pour lutter pour l'indépendance de leur pays et obtenir de la même façon l'abolition de l'esclavage et l'obtention de droits civiques pour tous les Cubains.
L'aspiration de liberté et le mécontentement de la population, commun à tous les mouvements indépendantistes latino-américains, reste de mise. Et bien que l'esclavage ait été aboli en 1880 et effective depuis 1886, les conditions de vie des populations noires et métisses restent déplorables. Néanmoins, il fallut plusieurs années aux partisans de José Martí pour préparer l'insurrection. Le charismatique meneur cubain parvint à réunir à sa cause de nombreuses personnalités et finit par incarner l'unité des intérêts populaires.

### Les tentatives d'indépendance

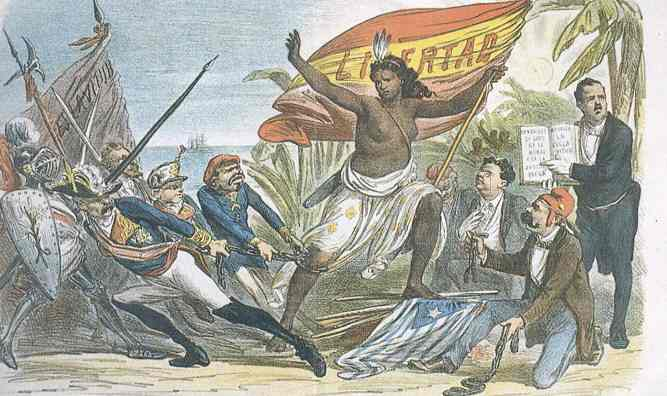
Caricature de la revue républicaine espagnole La Flaca, publiée à Barcelone le 16 janvier 1873 et représentant la recherche d'indépendance de Cuba.

Une première guerre d’indépendance, dite guerre des Dix Ans, a lieu de 1868 à 1878, mais échoue et se solde par le quasi statu quo du Pacte de Zanjón. La pacification menée par le capitán general de l'île, Campos, permet à l'île de retrouver une certaine quiétude. Mais en 1895, le monopole colonial est supprimé et cela assure à l’Espagne un marché pour l’exportation du vin, du blé et des olives.
Un des termes du pacte de Zanjón favorisait la constitution de partis politiques. L'un d'entre eux, le Parti révolutionnaire cubain (PRC), se constitue dès 1878, sous la direction de José Martí. Le parti milite pour l’indépendance de Cuba ainsi que celle de Porto Rico, formant la tendance séparatiste du paysage politique cubain. Les autres tendances politiques coexistent, notamment les autonomistes de Rafael Montoro et les réformistes de José Antonio Saco. L'agitation reste latente dans le pays, notamment du fait des actions entreprises par les partisans d'Antonio Maceo, lequel est en désaccord avec les termes du pacte. La Petite Guerre de 1879-1880 fut ainsi un échec. Mais les conditions ne permirent pas le succès des soulèvements successifs contre le pouvoir colonial.

### José Martí

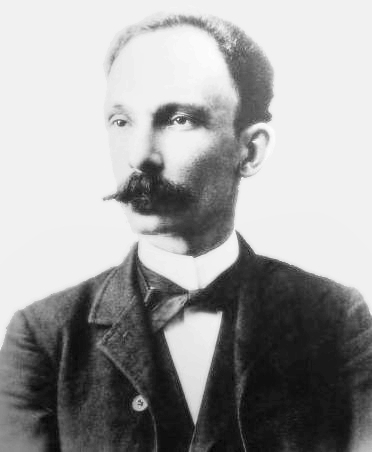
José Martí.

La place occupée par José Martí dans l'Histoire de l'Amérique, et plus particulièrement dans celle de Cuba, est celle d'un héros de la liberté et d'un défenseur de la souveraineté des peuples. Cette image commence dès l'adolescence : il fut en effet envoyé en prison comme détenu politique pour avoir écrit une lettre dans laquelle il taxa de traîtrise un camarade de classe qui s'était joint au Corps des Volontaires (Cuerpo de Voluntarios), au service de l'Espagne.
De la prison, il fut déporté en Espagne, où il put étudier. Son retour à Cuba fut marqué par une surveillance continuelle de la part des forces de sécurité espagnoles, ce qui le contraignit à voyager : Guatemala, Venezuela, Mexique et États-Unis. Dans ces derniers, appuyé par des exilés cubains et par les communautés cubaines de Tampa et de New York, Martí organise en 1892 le Parti révolutionnaire cubain (Partido Revolucionario Cubano) dont le principal objectif était d'« obtenir l'indépendance de Cuba ». Plus tard, des patriotes portoricains s'unirent au mouvement avec la promesse qu'une fois Cuba libérée, les forces indépendantistes feraient de même pour Porto Rico. Connaissant les raisons de l'échec de la guerre des Dix Ans, Martí fit en sorte qu'elles ne puissent pas se répéter cette fois-ci, en donnant aux forces militaires un pouvoir illimité en ce qui concerne la stratégie et la tactique, et en laissant seulement au pouvoir politique la tâche de soutenir diplomatiquement, financièrement et légalement la guerre, et de gouverner les territoires libérés. Martí se rendit au Costa Rica, où vivait Antonio Maceo depuis l'échec de la Petite Guerre, pour le convaincre de la nécessité de son soutien au mouvement d'indépendance. Il fit de même avec Máximo Gómez, le stratège dominicain. C'est là-même, en République dominicaine, qu'est signé le Manifeste de Montecristi, lequel exprime le besoin de l'« indépendance de Cuba ». Embarquant à Haïti à la tête d'une petite troupe armée, il débarque à la Playitas de Cajobabo. Cela correspond au Soulèvement de Baire et au début de l'insurrection de diverses zones de l'est de Cuba.

## Le conflit

### Déroulement des événements
À la suite du débarquement des indépendantistes de Martí le 24 février 1895, un soulèvement mené par le Parti révolutionnaire cubain commence près de Santiago de Cuba et s’étend à l’île entière.

#### Assemblée de Jimaguayú
En septembre 1895, les rebelles se sont organisés en force politique : l’Assemblée de Jimaguayú rassemble toutes les provinces révoltées (20 membres) et les représentants des cinq corps de l'Armée de Libération. L'Assemblée a adopté la Constitution de Jimaguayú qui établit un gouvernement central qui regroupe les pouvoirs exécutifs et législatif en une entité appelée Conseil gouvernemental. Deux vétérans de la guerre de 1868 sont nommés aux postes de président et de vice-président, Salvador Cisneros et Bartolomé Masó. Ils sont chargés des affaires civiles. L'autorité suprême de l'Armée de Libération est confiée à Máximo Gómez avec le grade de général en chef et à Antonio Maceo avec celui de lieutenant général.
À la suite de l'Assemblée de Jimaguagú, de l'établissement d'une vie civile ordinaire et de l'organisation de l'Armée de Libération, la plus grande réussite des chefs mambis fut de mener la guerre jusque dans les provinces de l'Ouest.

#### L'invasion de l'Ouest
Du fait de l'expérience acquise lors de la guerre des Dix Ans, ainsi que d'un soutien plus franc de la part des forces politiques et de l'opinion publique, les libérateurs progressent suivant un axe est-ouest. La prise de l'Ouest de l'île était un objectif militaire, économique et politique de la plus haute importance. Après avoir pris le contrôle des trois provinces de l'est, Maceo, pour rejoindre Gómez à Las Villas, s'est mis à marcher avec un peu plus de 1 400 hommes vers l'ouest le 22 octobre 1895. Il réussit à rejoindre Gómez sans essuyer une seule perte. À la suite d'un inventaire des armes et des munitions le 15 décembre, Maceo se rend compte que ses troupes n'avaient en moyenne que deux balles par soldat.
3 600 hommes faisaient face à 8 000 soldats espagnols à Las Villas. Plusieurs batailles avaient eu lieu et celle du 15 décembre 1895 dans les pâturages d'El Naranjo fut décisive : 400 hommes infligent la perte de 200 combattants à l'ennemi tout en ne lui laissant que 4 morts et 40 blessés. Et surtout, ils saisirent une grande quantité d'armes et de munitions.
Après 16 heures de marche, les forces de libération arrivèrent dans la province de Matanzas qui était bien défendue par 30 000 soldats espagnols et un général expérimenté, Arsenio Martínez Campos. Dans la partie centrale de la province, Gómez et Maceo firent demi-tour. Quand Campos crut qu'ils étaient partis, ils changèrent de nouveau de direction, marchant vers la province de La Havane, où les forces mambis prirent huit villes importantes et menacèrent La Havane. Gómez est resté à La Havane avec 2 500 hommes tandis que Maceo le Titan a marché sur Pinar del Río avec 1 500 hommes. Pour faciliter l'avancée de Maceo, les hommes de Gõmez faisaient diversion en effectuant des allées et venues incessantes.
Maceo a hissé le drapeau cubain à Mantua, la ville la plus à l'ouest de Cuba, le 22 janvier 1896, trois mois après le début de l'invasion à Baraguá. Selon un expert étranger cité par Navarro, cela fut « l'événement militaire le plus audacieux du siècle ». En 92 jours, les combattants indépendants ont parcouru à pied plus de 1 800 km, à travers un pays long et étroit coupé par de nombreuses rivières, et défiant un ennemi fort de 100 000 hommes au début et plus de 180 000 soldats et 42 généraux à la fin ; lequel contrôlait les villes principales et des cités bien fortifiées, des camps magnifiques et des routes militaires ; qui avait les armes les plus modernes de son temps et un bon système de communication. Dans ces conditions les troupes d'invasion ont réussi à porter la guerre dans toutes les régions du pays, à pousser des milliers de leurs concitoyens à prendre les armes, et à renforcer l'insurrection matériellement et moralement. De plus, ils ont détruit une grande quantité des ressources économiques espagnoles, de façon à réduire la production et les revenus du gouvernement colonial espagnol. Sur le point politique, le prestige international du mouvement de libération augmenta : Cuba avait démontré qu'elle avait une armée populaire et pas une « bande de vauriens » comme les Espagnols le rapportaient.
Il ne fut pas facile de prendre l'Ouest de l'île, les forces royalistes mettant les libérateurs en grande difficulté. José Martí et Antonio Maceo moururent durant les combats : Martí pratiquement au début de la guerre lors de la bataille de Dos Rios, (19 mai 1895), et Maceo durant une embuscade à l'ouest de La Havane (7 décembre 1897).

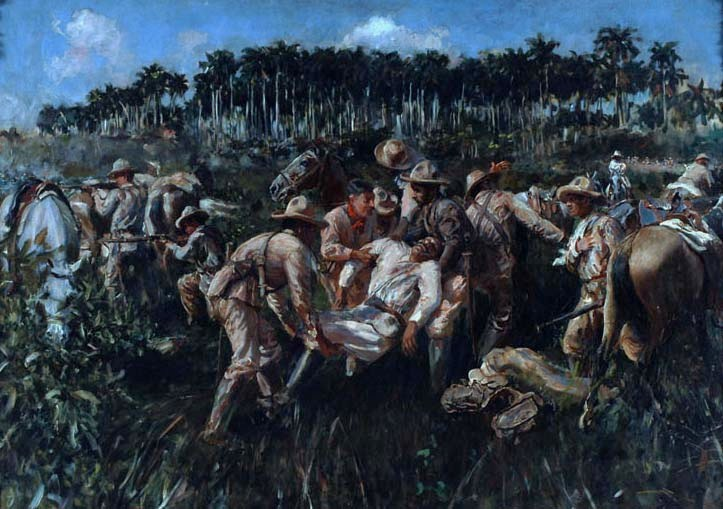
La mort de Maceo (Armando Menocal).

Côté espagnol, le gouverneur général Campos ne réussit pas à restaurer l'ordre car ses troupes sont mal organisées et ne parviennent pas à venir à bout des rebelles : il doit démissionner. Le général Valeriano Weyler, qui lui succède, parvient à arrêter l'avance des insurgés. Ses méthodes très dures sont contestées jusqu'en Espagne ; il doit, à son tour, démissionner.

#### Weyler et les camps de concentration

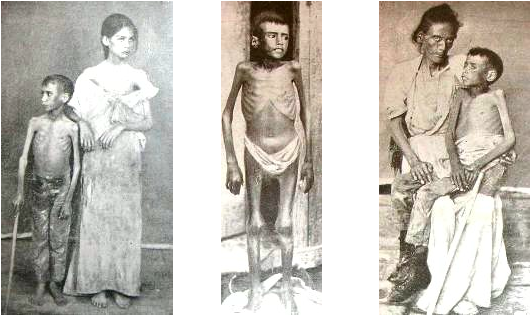
Paysans cubains internés dans les camps de concentration espagnols à Cuba

En 1896, Weyler fait ordonner à tous les habitants des zones rurales de se rendre dans les huit jours dans les villes tenues par la troupe. Passé ce délai, toute personne trouvée dans les zones rurales sera considérée comme un rebelle et traitée comme tel,. Des centaines de milliers de personnes partent sous la contrainte pour aller s'entasser dans des places contrôlées par l'armée espagnole.  Les camps de concentration ainsi créés seraient les premiers de l'Histoire,. Sur 400 000 Cubains internés, 100 000 sont morts des suites de la politique de reconcentration, qui a duré deux ans. Ceux qui ont le plus souffert furent les personnes âgées, les femmes et les enfants, tandis que les hommes rejoignaient généralement l'Armée de Libération. Le chef politique espagnol José Canalejas a déclaré qu'avant que la guerre soit terminée, les hostilités et la relocalisation forcée avaient causé la mort d'au moins un tiers de la population rurale de Cuba,.
Cette manœuvre de relocalisation (« reconcentración » en espagnol) des populations cubaines situées en zones rurales sera à l'origine du terme moderne de camp de concentration.
Si la mesure monstrueuse de Weyler entraîna une hécatombe au sein de la population civile et fit des ravages dans les rangs des rebelles, elle poussa aussi des milliers d'hommes à prendre les armes contre l'Espagne et suscita une vague d'indignation contre le colonialisme espagnol à travers le monde. La relocalisation forcée fut maintenue jusqu'en mars 1898,.

#### Poursuite de la campagne militaire et mort de Maceo
Parmi les nombreuses victoires remportées par les soldats cubains, notons la « Traversée des montagnes » (Cruce de los montes) : une ligne de fortins et de troupes royalistes serpentait entre Júcaro et Morón (actuelle province de Ciego de Ávila). Elle avait pour but d'interdire l'accès aux troupes insurgées à l'ouest de l'île. Les insurgés parvinrent à la forcer. Le franchissement de cette ligne de défense était non seulement une nécessité pour l'accomplissement de la campagne de libération, mais fut également l'occasion de prouver la puissance militaire de l'armée des insurgés.
Après s'être retrouvés à La Havane, Maceo et Gõmez ont conduit des opérations dans cette province et dans celle de Matanzas, puis ils se séparèrent. Gómez se rendit dans le centre de l'île pendant que Maceo est retourné à Pinar del Río. Les opérations militaires à Pinar del Rio étaient très sanglantes pour les deux parties bien que la balance fut favorable aux rebelles cubains. Dans un essai pour stopper l'offensive mambi, Weyler prit la direction des opérations. Appelé depuis le centre de l'île, Maceo quitta Pinar del Rio pour la province de la Havane. À San Pedro, son camp fut encerclé par les Espagnols. Dans la bataille qui suivit, Maceo fut touché et mourut.

#### L'Assemblée de La Yaga
Le 10 octobre 1897 une autre Assemblée Constituante s'est tenue à La Yaga dans la province de Camagüey comme décidé deux ans avant lors de l'Assemblée de Jimaguayú. Une nouvelle Constitution fut adoptée qui subordonnait le gouvernement militaire aux règles civiles et qui passait tous les pouvoirs du général en chef à cette autorité civile.
En 1897, la guerre continuait sur l'île et les troupes cubaines formaient une présence privilégiée à Camagüey et Oriente, les deux provinces les plus grandes du pays, dans lesquelles les Espagnols contrôlaient seulement quelques grandes villes pendant que les Cubains étaient les maîtres absolus des campagnes et des villages. Le général Calixto Garcia accomplît un grand succès en Oriente avec l'occupation de Victoria de Las Tunas et Guisa, des centres importants de ravitaillement et d'opération de l'armée espagnole. À Las Tunas, les Cubains firent plusieurs centaines de prisonniers — qui furent relâchés plus tard — et saisirent, entre autres choses, 1 200 fusils, 1 500 000 cartouches ainsi que 10 wagons chargés de médicaments. Le chef libéral Praxedes M. Sagasta, qui fut nommé plus tard président du Conseil des ministres d'Espagne, fut obligé de reconnaître en mai 1897 qu'« après avoir envoyé 200 000 hommes et fait couler autant de sang, nous ne possédons pas plus de terre dans ce pays que celle sur laquelle nos soldats marchent ».

### Réaction politique en Espagne
Afin de conserver ses intérêts aux Amériques, l'Espagne tente de résoudre la crise par la voie réglementaire. Les projets d'autonomie pour Cuba rédigés par les politiciens de la métropole (Antonio Maura, Abarzuza, Cánovas del Castillo) étaient discutés pendant le conflit sous le gouvernement mené par Práxedes Mateo Sagasta, avec Segismundo Moret au ministère de l'Outre-mer. Ces discussions se concrétisaient le 25 novembre 1897 sous la forme d'une Constitution pour l'île.
Cette Constitution octroyait à Cuba une autonomie totale, exception faite du maintien de la fonction de Gouverneur général de Cuba, de la soumission aux décrets royaux concernant expressément l'établissement de l'égalité de droits civiques entre Espagnols résidant aux Antilles et criollos (créoles), et de l'extension à Cuba et Porto Rico du suffrage universel. Le premier gouvernement autonome fut présidé à partir du 1er janvier 1898 par José María Gálvez Alonso. Ces premières propositions du gouvernement central ne rencontrèrent aucun succès, malgré les avancées évidentes qu'elles représentaient. De toutes façons, la présence espagnole à Cuba demeurait un obstacle à éliminer pour favoriser les intérêts des oligarques créoles, ainsi que pour ceux des interventionnistes américains.
Les avocats d'un gouvernement autonome avait déjà perdu leur crédibilité : la plupart de leurs partisans avaient rejoint le mouvement pour l'indépendance ou abandonné le combat politique. Avec une moitié de l'île complètement contrôlée par les forces cubaines et l'autre moitié en proie à la guerre, aux relocalisations forcées, aux épidémies et à d'autres maladies, le gouvernement autonome n'était rien d'autre qu'une pure fiction. Quand Sagasta a posé le décret qui établissait un régime d'autonomie pour Cuba sur le bureau de la reine d'Espagne Maria Cristina, celle-ci demanda « On m'a rapporté qu'avec l'autonomie Cuba est perdue. » Le ministre lui a répondu « Bien Madame. Elle ne peut pas être plus perdue qu'elle ne l'est déjà. »

### L'intervention américaine

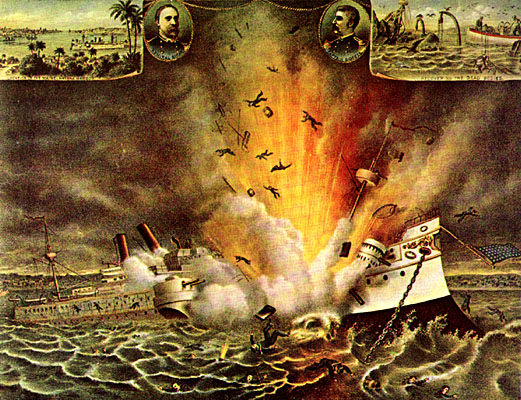
Explosion du cuirassé dans le port de La Havane le 15 février 1898, prétexte pour les États-Unis à intervenir dans le conflit.

En janvier 1898, les États-Unis, jusqu'alors neutres, changent de politique. À la suite d'émeutes à La Havane, et pour « protéger leurs intérêts », ils y envoient le vieux cuirassé USS Maine. L'explosion du cuirassé dans la baie de La Havane, qui coule dans le port, est imputée aux Espagnols par les États-Unis. Les Espagnols n'ont très probablement rien à voir avec cette explosion, due à une panne. Ils entrent alors en guerre contre l'Espagne en avril 1898, marquant ainsi le début de la Guerre hispano-américaine.
Le conflit, jusqu'alors hispano-cubain et majoritairement terrestre, devient également maritime avec l'arrivée de la marine des États-Unis. L'Armada espagnole disponible ne suffit pas aux troupes royalistes pour repousser les navires de l'US Navy, bien plus modernes. Le débarquement de troupes américaines qui, avec l'aide des troupes cubaines, prennent Santiago de Cuba, pousse les Espagnols à la reddition en 1898.

## Épilogue

### Le traité de Paris
La libération de Cuba par les troupes indépendantistes a été partiellement facilitée par l'apport des États-Unis. Pour Cuba, les États-Unis ont volé la victoire de l'Armée de Libération. Le théâtre d'opération cubain est pour les États-Unis une des campagnes de la guerre hispano-américaine, rapidement remportée avec l'aide des troupes cubaines. Lors du traité de Paris, le 10 décembre 1898, les Espagnols renoncent à leur souveraineté sur Cuba, Porto Rico, Guam et les Philippines. Ce traité marque la fin de l’Empire colonial espagnol. Les États-Unis ont empêché les délégués des anciennes colonies de participer aux pourparlers de paix, marquant ainsi un mépris total des luttes d'indépendance de ces peuples.
Dans les faits, le renoncement de souveraineté espagnol signifie la prise de contrôle par les États-Unis de ces territoires, dans les conditions précisées par le traité. Porto Rico est annexé par les États-Unis. Ceux-ci établissent un protectorat aux Philippines qui durera dans les faits jusqu'en 1947.
La perte des colonies, et plus spécifiquement celle de Cuba, provoque une profonde crise identitaire, sociale, politique et culturelle en Espagne. Cette crise fut à l'origine de profonds questionnements, qui se traduisirent notamment dans la culture par l'émergence de mouvements comme la Génération de 98 ou le Régénérationnisme, traitant notamment de la « perte d'identité historique de l'Espagne ».

### Transition démocratique à Cuba
La guerre fut extrêmement meurtrière à Cuba, les seules mesures prises par Weyler ayant causé 300 000 victimes cubaines. Cuba devient alors une fragile république, sur laquelle les vues impérialistes des États-Unis étaient grandes. De fait, un protectorat militaire est établi pour surveiller les débuts de la République cubaine.
Mais le mécontentement du peuple est si grand, voyant ainsi leur terre changer simplement de maître, que les États-Unis préparent rapidement leur départ. Contrairement aux autres anciennes colonies espagnoles, le Congrès américain planifie le retrait des troupes dans l'amendement Platt. Cet amendement est intégré dans la Constitution cubaine rédigée par l'Assemblée constituante cubaine, le 12 juin 1901, afin d'éviter toute nouvelle intervention de garantie de l'indépendance. Le 20 mai 1902 naît officiellement la république de Cuba, avec la prise de fonction de son premier président, Tomás Estrada Palma. Cependant, ce n'est qu'avec la présidence du libéral Miguel Mariano Gómez que s'achève le régime spécial du « gouvernement d'intervention » (Gobierno de Intervención) américain, non sans avoir au préalable signé le bail (le 2 juillet 1903) correspondant à la location de la base militaire dans la baie de Guantánamo.
L'indépendance n'améliora pas substantiellement la situation des plus défavorisés, la tête du mouvement indépendantiste au pouvoir obéissant principalement à l'oligarchie des planteurs de l'île. Cet état de fait fut à l'origine d'un nouveau soulèvement des populations noires de l'île, favorisant une nouvelle intervention américaine en 1912.

## Annexes

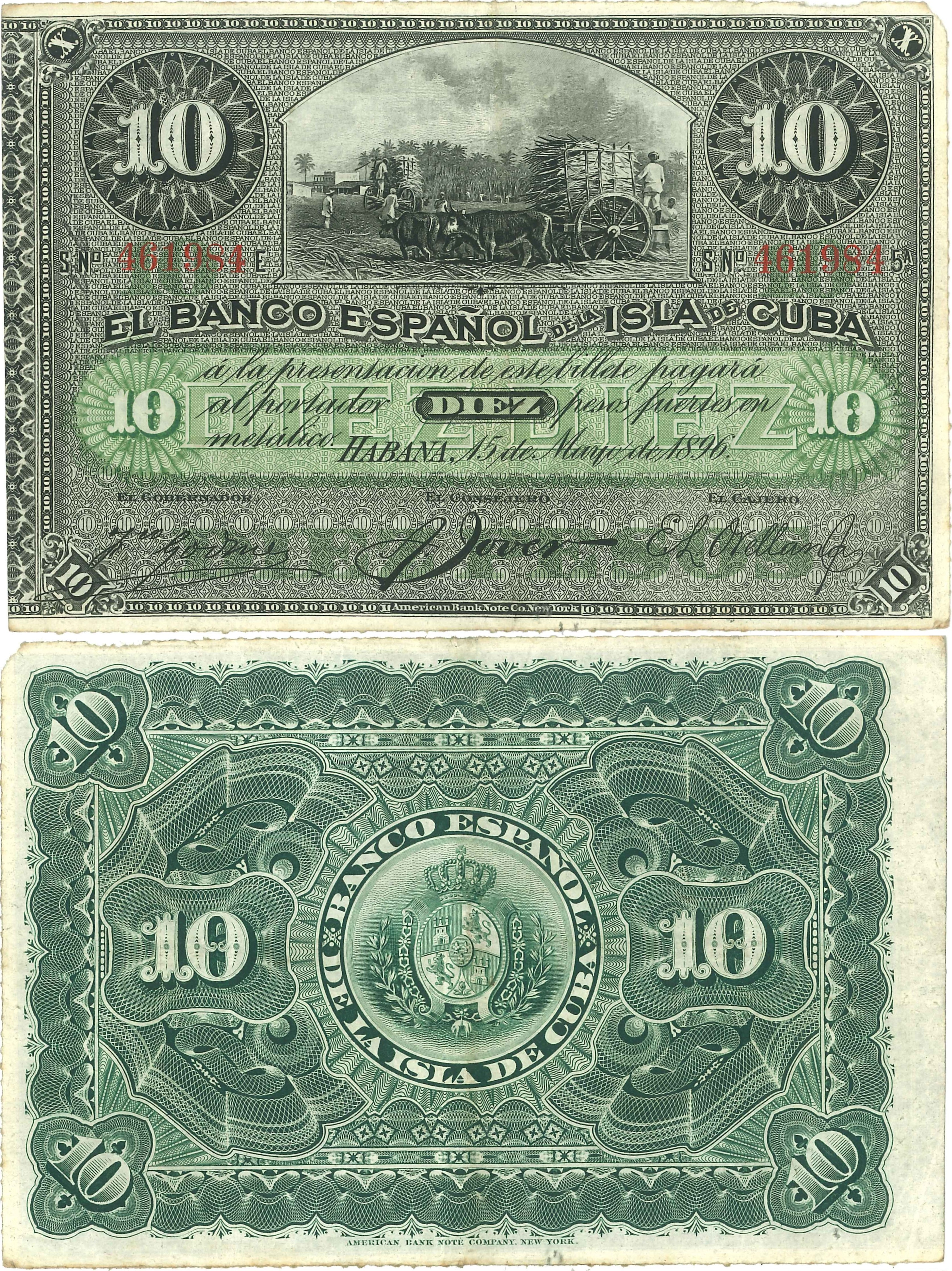
Recto et verso d'un billet de 10 pesos de la Banque espagnole de l'île de Cuba émis lors de la guerre d'indépendance cubaine en 1896.